# A hét királyság lovagja (televíziós sorozat)
A hét királyság lovagja (eredeti cím: A Knight of the Seven Kingdoms) egy közelgő amerikai fantasy drámasorozat, amelyet George R. R. Martin készít. Ez a Trónok harca (televíziós sorozat) (2011–2019) című televíziós sorozat előzménye, A tűz és jég dala (A Song of Ice and Fire) franchise harmadik televíziós sorozata. Martin A tűz és jég dala és A kóbor lovag című novelláskötetét dolgozza fel. A főszerepben Peter Claffey, mint Ser Duncan, a Magas, a cím szerinti kóbor lovag, Dexter Sol Ansell pedig Egg szerepében.
A sorozat első évada hatrészes lesz, pontos premierdátuma még nem lett hivatalos, de valamikor 2025-ben fog megérkezni az HBOra és a Maxra.

## Ismertető
Egy évszázaddal a Trónok harca eseményei előtt két hősnek koránt sem mondható lovas vándorolt Westerosban. Egy fiatal, naiv, de bátor lovag, Ser Duncan, és apró termetű fegyverhordozója, Egg. Egy olyan korban játszódik, amikor még mindig a Targaryen-család ül a Vastrónon, és az utolsó sárkány emléke még nem veszett a feledés homályába. Hatalmas ellenségek és veszélyes hőstettek várnak rájuk, miközben a barátságuk is egyre erősebbé válik.

## Szereplők

### Főszereplők
| Színész           | Szereplő                       | Magyar hang | Leírás |
| ----------------- | ------------------------------ | ----------- | --- |
| Peter Claffey     | Ser Duncan, a Magas            |             | Bolhavégen született kóbor lovag, aki Krajcárfai Ser Arlan fegyverhordozója volt.                           |
| Dexter Sol Ansell | Egg / Aegon Targaryen herceg   |             | A Targaryen-dinasztia hercege és Duncan fegyverhordozója.                                                   |
| Finn Bennett      | Aerion "Fényeslángú" Targaryen |             | A Targaryen-dinasztia hercege és Egg bátyja.                                                                |
| Bertie Carvel     | Baelor "Dárdatörő" Targaryen   |             | A Targaryen-dinasztia hercege és II. Daeron Targaryen Király Segítője és a trón örököse. Aerion nagybátyja. |
| Tanzyn Crawford   | Tanselle                       |             | Dorne-i festő és bábművész.                                                                                 |
| Daniel Ings       | Ser Lyonel Baratheon           |             | A "kacagó vihar" néven ismert lovag és a Baratheon-ház örököse.                                             |
| Sam Spruell       | Maekar Targaryen               |             | A Targaryen-dinasztia hercege, Baelor öccse és Egg apja.                                                    |

### Mellékszereplők
| Színész            | Szereplő                      | Magyar hang | Leírás                                               |
| ------------------ | ----------------------------- | ----------- | ---------------------------------------------------- |
| Ross Anderson      | Ser Humfrey Hardyng           |             | A Hardying-ház lovagja.                              |
| Edward Ashley      | Ser Steffon Fossoway          |             | Az almavári Fossoway-ház lovagja.                    |
| Henry Ashton       | Daeron "Részeges" Targaryen   |             | A Targaryen-dinasztia hercege, Egg és Aerion bátyja. |
| Youssef Kerkour    | Steely Pate (Acélos Pate)     |             | Síkvidékről származó kovács.                         |
| Daniel Monks       | Ser Manfred Dondarrion        |             | A Dondarrion-ház lovagja.                            |
| Shaun Thomas       | Raymun Fossoway               |             | Steffon unokatestvére és fegyverhordozója.           |
| Tom Vaughan-Lawlor | Plummer                       |             | Ashford intézője.                                    |
| Steve Wall         | Lord Leo "Hosszútövis" Tyrell |             | Égikert ura és Dél Őrzője.                           |
| Danny Webb         | Krajcárfai Ser Arlan          |             | Kóbor lovag és Duncan mentora.                       |

## Gyártás

### Koncepció és kidolgozás
2021 januárjában az HBO bejelentette, hogy új televíziós előzménysorozatot fejleszt a Trónok harcához. A sorozat Ser Duncan, a Magas és a fiatal Egg (V. Aegon Targaryen) kalandjait követi nyomon, és George R. R. Martin novelláin alapul. A sorozat története nagyjából 90 évvel a Trónok harca eseményei előtt játszódik. 2021 novemberében Steven Conradot kérték fel a sorozat megírására. 2023. április 12-én hivatalosan berendelte az HBO a sorozatot. Írója és executive producere Martin és Ira Parker lett, utóbbi addigra már megírta a pilot epizódt. 2023 októberében kezdődött a szereplőválogatás, majd a tervek szerint 2024-ben kezdik meg a forgatást. 2024 februárjában David Zaslav, a Warner Bros. Discovery vezérigazgatója bejelentette, hogy a sorozat előgyártása megkezdődött.
Májusban jelentették be, hogy Owen Harris fogja a sorozat első három epizódját rendezni, majd júliusban nyilvánosságra hozták, hogy a maradék három epizódot Sarah Adina Smith rendezi.

### Szereplőválogatás
2024 áprilisában jelentették be, hogy a sorozat két főszerepére Peter Claffeyt és Dexter Sol Ansellt választották ki, mint Ser Duncan és Egg. Júniusban bejelentették, hogy Finn Bennett, Bertie Carvel, Tanzyn Crawford, Daniel Ings és Sam Spruell csatlakozott a szereplőgárdához, mint Aerion Targaryen herceg, Baelor Targaryen herceg, Tanselle, Ser Lyonel Baratheon és Maekar Targaryen herceg. Augusztusban Edward Ashley, Henry Ashton, Youssef Kerkour, Daniel Monks, Shaun Thomas, Tom Vaughan-Lawlor és Danny Webb kapott szerepet Ser Steffon Fossoway, Daeron Targaryen, Steely Pate, Ser Manfred Dondarrion, Raymun Fossoway, Plummer és Krajcárfai Ser Arlan.

### Forgatás
2024. június 19-én kezdődött meg a forgatás az észak-írországi Belfastban és környékén. Szeptember közepén fejeződött be a sorozat forgatása.

## Megjelenése

### Marketing
2024. augusztus 4-én az HBO kiadta a sorozat első előzetesét, a csatorna 2025-ös új tartalmait bemutató montázsvideó részeként. November 11-én az HBO kiadott egy „első betekintés” című előzetest a sorozathoz.

### Bemutató
Eredetileg 2025 végére tervezték a megjelenést, de 2025 májusában bejelentették, hogy a sorozat első évada 2026 elején jelenik meg az HBO-n és az HBO Maxon , és hat epizódból fog állni.